# The Stainless Barrier
Pour plus de détails, voir Fiche technique et Distribution.
The Stainless Barrier est un film américain réalisé par Thomas N. Heffron, sorti en 1917.

## Synopsis
Betsy Shelton et son frère Dick vivotent dans la petite ville de Mandeville, pendant que Dick cherche du travail à New York. Il y rencontre Roger Enderleigh, qui l'implique dans une affaire louche. Sur le point d'être arrêté, Enderleigh fuit New York et cherche à faire peser toutes les charges sur Dick. Dick et lui se battent, et Enderleigh est tué. Pour sa défense, Dick explique son geste en disant qu'il l'a tué pour venger l'honneur de sa sœur. Betsy témoigne dans le même sens et il est acquitté, mais Calvin Stone, un avocat, ne croit pas à cette histoire...

## Fiche technique
- Titre original : The Stainless Barrier
- Réalisation : Thomas N. Heffron
- Scénario : Jack Cunningham
- Photographie : R.E. Irish
- Société de production : Triangle Film Corporation
- Société de distribution : Triangle Distributing Corporation
- Pays d’origine :  États-Unis
- Langue originale : anglais
- Format : noir et blanc — 35 mm — 1,37:1 — Film muet
- Genre : drame
- Durée : 5 bobines
- Date de sortie : 
  - États-Unis : 28 octobre 1917

## Distribution
- Irene Hunt : Betsy Shelton
- Jack Livingston : Calvin Stone
- Henry A. Barrows : Roger Enderleigh
- Rowland V. Lee : Richard Shelton
- Tom Guise : Thomas Crosby
- J. Barney Sherry : Wilbur Gray
- John Lince : Wallace
- Kate Bruce : tante Ruth
- Lena Harris : Mammy
- Jim Farley : Williams